# Curio (Svizzera)
Curio (in dialetto ticinese Cür) è un comune svizzero di 546 abitanti del Canton Ticino, nel distretto di Lugano.

## Geografia fisica
Curio è situato nel Malcantone, sulla falda meridionale del Gheggio.

## Storia
Il 17 agosto 2004 è stato bocciato il progetto di fusione per il nuovo comune di Medio Malcantone al fine di unire Astano, Bedigliora, Curio, Miglieglia e Novaggio. L'aggregazione è stata abbandonata a causa del risultato negativo della votazione della popolazione dei comuni interessati dell'8 febbraio 2004.

## Monumenti e luoghi d'interesse

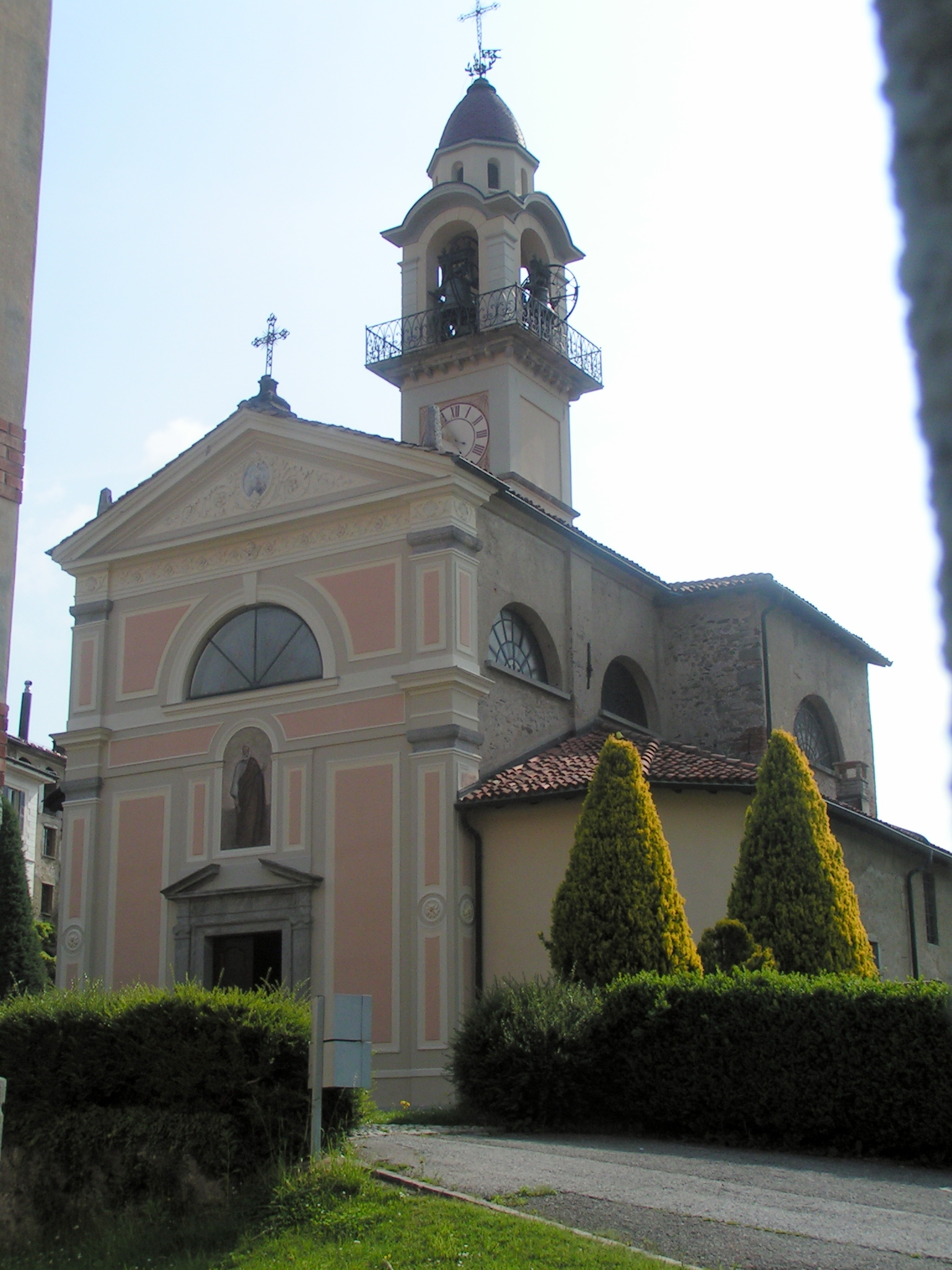
La chiesa parrocchiale di San Pietro

- Chiesa parrocchiale di San Pietro, ricostruita nel 1609 in stile barocco su un preesistente edificio attestato dal 1352[1];
- Chiesa-santuario della Madonna della Morella, di epoca tardomedievale[senza fonte];
- Oratorio della Santissima Trinità in località Bombinasco, eretto nel 1670[senza fonte];
- Piccola miniera d'oro protostorica in località Garaveee, utilizzata dell'antico popolo dei[senza fonte] Salassi;
- Frammenti di una lapide con iscrizione nord-etrusca all'interno del villaggio[senza fonte].

## Società

### Evoluzione demografica
L'evoluzione demografica è riportata nella seguente tabella:
Abitanti censiti

## Cultura

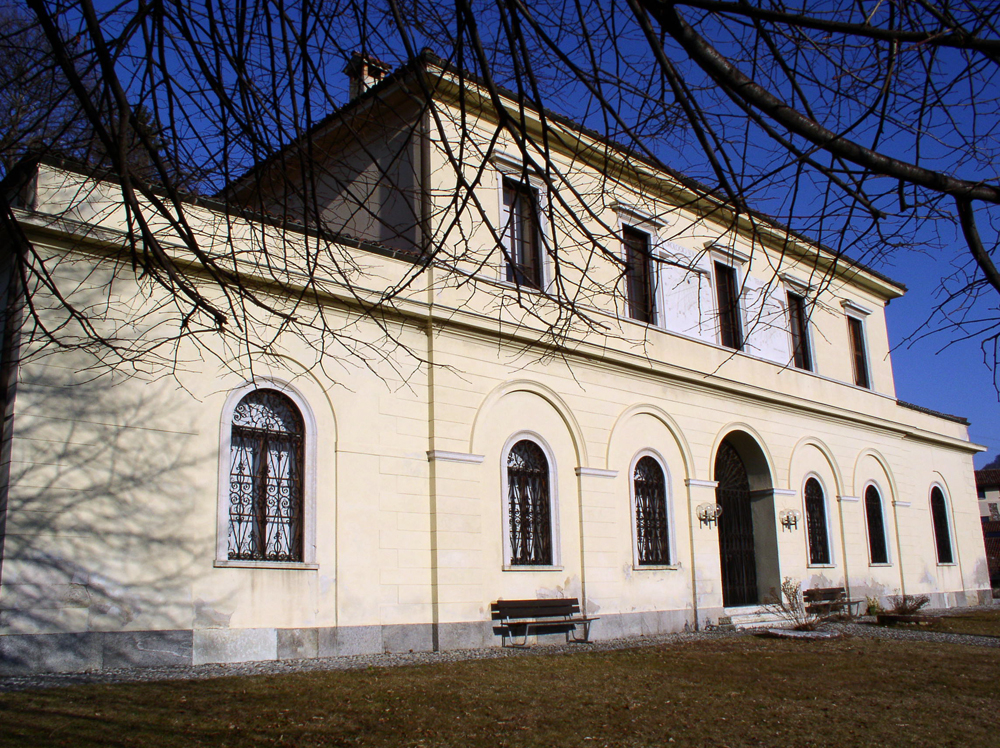
Il Museo del Malcantone

- Museo del Malcantone

## Amministrazione
Ogni famiglia originaria del luogo fa parte del cosiddetto comune patriziale e ha la responsabilità della manutenzione di ogni bene ricadente all'interno dei confini del comune e prende il nome di Patriziato di Curio-Bombinasco. L'ufficio patriziale è presieduto da Frank Corti.

## Curiosità
In questo comune del Malcantone è cresciuto ed è partito per il suo giro del mondo il globtrotter Giacomo Facchinetti.